# Fleming-Neon
Fleming-Neon és una població dels Estats Units a l'estat de Kentucky. Segons el cens del 2000 tenia 840 habitants.

## Demografia
Segons el cens del 2000, Fleming-Neon tenia 840 habitants, 351 habitatges, i 244 famílies. La densitat de població era de 196,6 habitants/km².
Dels 351 habitatges en un 27,9% hi vivien nens de menys de 18 anys, en un 49,9% hi vivien parelles casades, en un 16% dones solteres, i en un 30,2% no eren unitats familiars. En el 26,5% dels habitatges hi vivien persones soles l'11,7% de les quals corresponia a persones de 65 anys o més que vivien soles. El nombre mitjà de persones vivint en cada habitatge era de 2,39 i el nombre mitjà de persones que vivien en cada família era de 2,88.
Per edats la població es repartia de la següent manera: un 23,5% tenia menys de 18 anys, un 6,9% entre 18 i 24, un 25,5% entre 25 i 44, un 26,1% de 45 a 60 i un 18,1% 65 anys o més.
L'edat mediana era de 41 anys. Per cada 100 dones de 18 o més anys hi havia 88,6 homes.
La renda mediana per habitatge era de 18.421 $ i la renda mediana per família de 20.795 $. Els homes tenien una renda mediana de 25.625 $ mentre que les dones 23.750 $. La renda per capita de la població era de 9.029 $. Entorn del 33,3% de les famílies i el 39,4% de la població estaven per davall del llindar de pobresa.

## Poblacions més properes
El següent diagrama mostra les poblacions més properes.